# Öglunda socken
Öglunda socken i Västergötland ingick i Valle härad, ingår sedan 1971 i Skara kommun och motsvarar från 2016 Öglunda distrikt.
Socknens areal är 15,94 kvadratkilometer varav 14,77 land. År 2000 fanns här 177 invånare. Kyrkbyn Öglunda med sockenkyrkan Öglunda kyrka ligger i socknen.

## Administrativ historik
Socknen har medeltida ursprung. 
Vid kommunreformen 1862 övergick socknens ansvar för de kyrkliga frågorna till Öglunda församling och för de borgerliga frågorna bildades Öglunda landskommun. Landskommunen uppgick 1952 i Valle landskommun som 1971 uppgick i Skara kommun. Församlingen gick 2006 upp i Eggby-Öglunda församling som 2018  uppgick i Valle församling.
1 januari 2016 inrättades distriktet Öglunda, med samma omfattning som församlingen hade 1999/2000.  
Socknen har tillhört län, fögderier, tingslag och domsagor enligt vad som beskrivs i artikeln Valle härad. De indelta soldaterna tillhörde Skaraborgs regemente, Höjentorps kompani och Västgöta regemente, Vadsbo kompani.

## Geografi
Öglunda socken ligger nordost om Skara och väster om och på norra Billingen med sjöarna Ämten och Flämsjön i väster. Socknen är skogsbygd vid och på berget och är i övrigt en odlingsbygd med inslag av skog.

## Fornlämningar
Två hällkistor från stenåldern är funna. Från bronsåldern finns gravrösen. Från järnåldern finns gravfält och stensättningar. Sammanlagt ett hundratal fornlämningar finns i området, mestadels gravrösen och stensättningar från många olika tidsepoker, dock har inte en enda boplats bevisats och antalet fornfynd som hittats i socknen är väldigt litet, däribland en stridsyxa. Vid Åbo intill en mindre sjö, vid stranden av en tjärn, har dock två flintavslag hittats i ett potatisland, varav bara det ena finns kvar idag. Dessa kan möjligen utgöra resterna efter en helt borttagen boplats.

## Namnet
Namnet skrevs 1286 Öghalundum och kommer från kyrkbyn. Efterleden är lund. Tolkningen av förleden är oklar, den kan innehålla mansnamnet Ögha.